# Passage Sarget
Le passage Sarget est l'un des deux passages couverts de Bordeaux, avec la galerie Bordelaise. Construit en 1833, il est dominé par une verrière du XIXe siècle, classique des constructions faites sous la Restauration.

## Historique et description
Ce passage initialement privé a été financé par le négociant et armateur bordelais Jean-Auguste Sarget. Il sera ouvert au public en 1878, il est accessible par le cours de l'Intendance. Longue de plusieurs mètres, sa verrière relie ce cours à la place du Chapelet.
La façade principale se déroule sur trois niveaux et cinq travées.

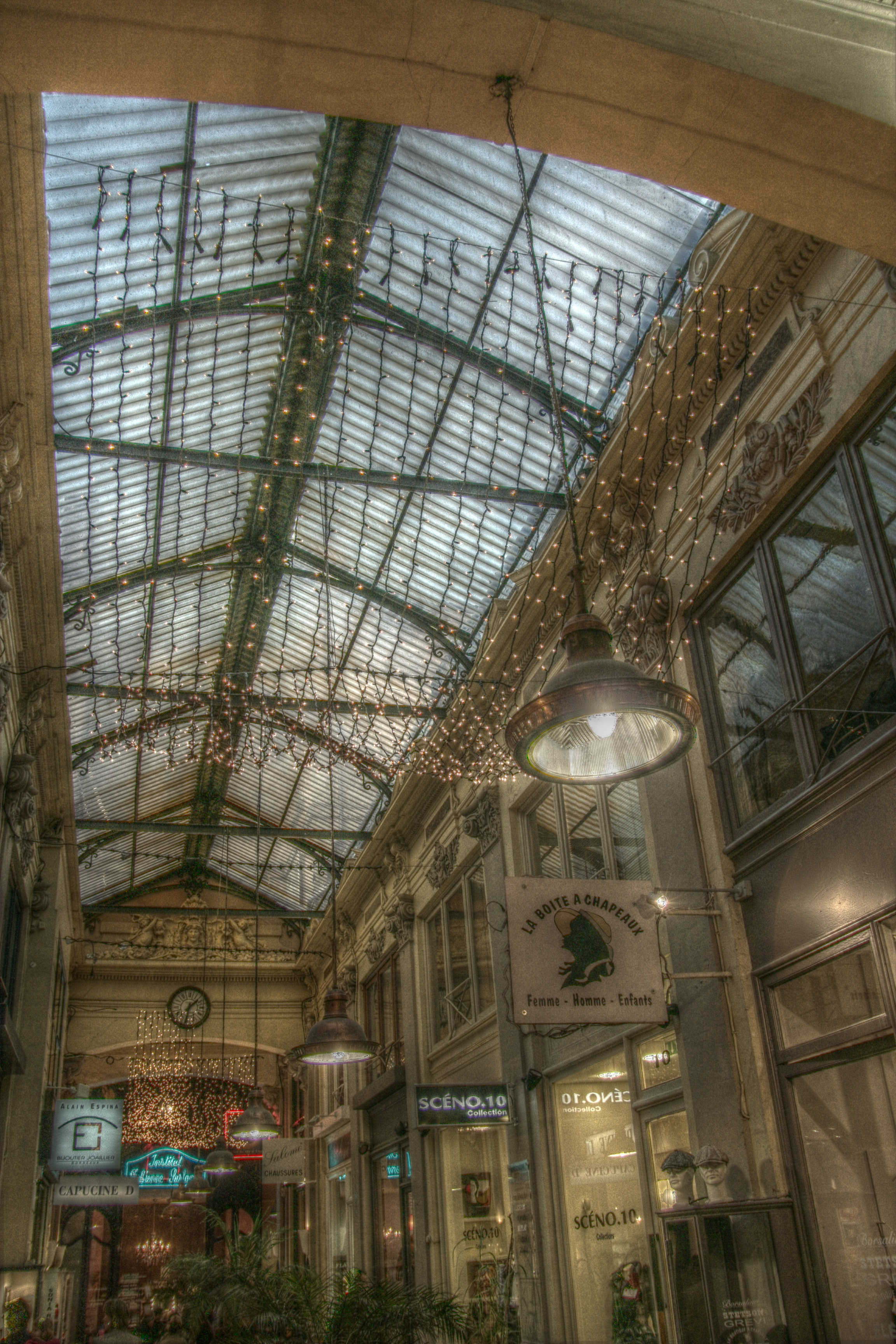
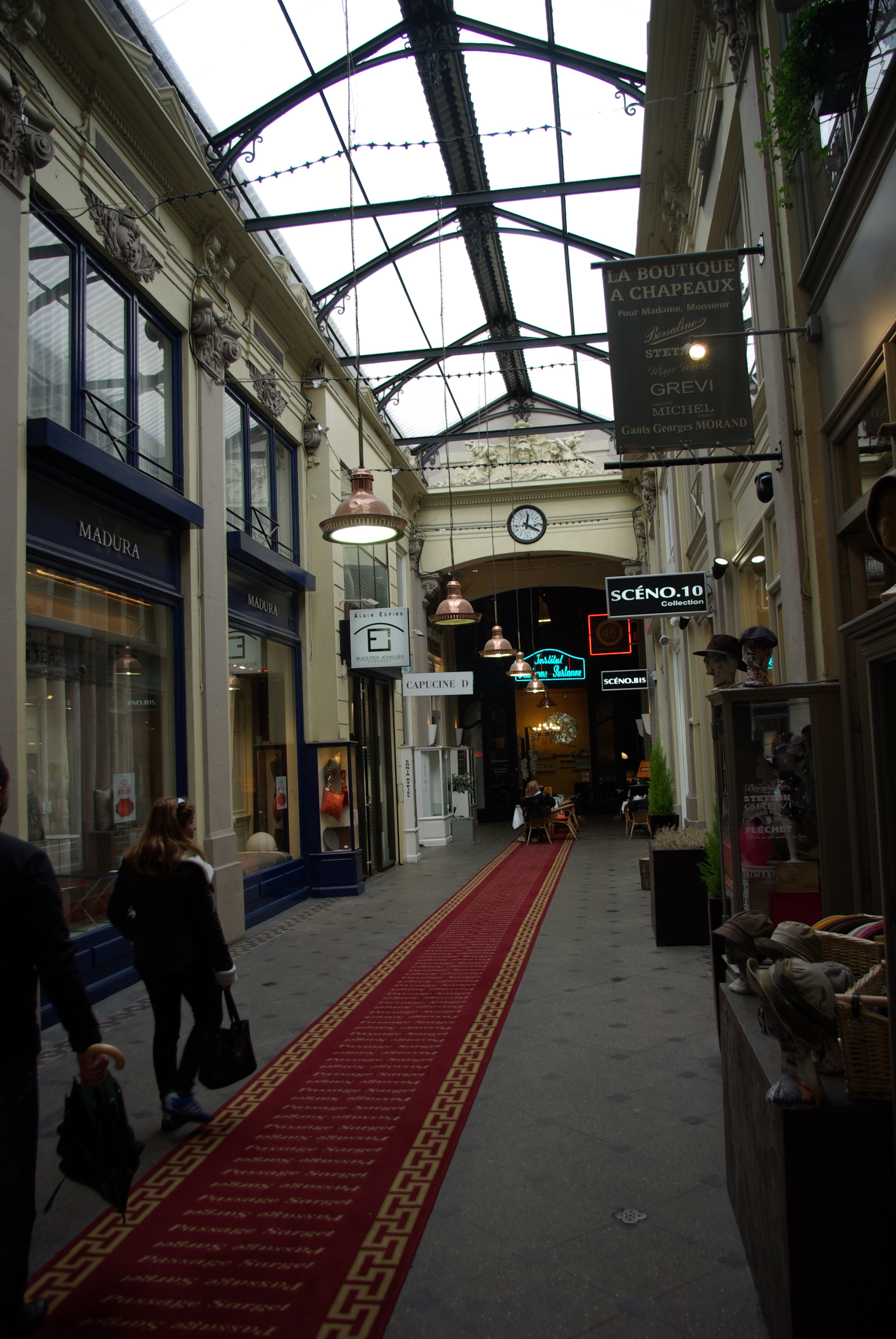